# Rym Momtaz
Rym Momtaz (en arabe ريم ممتاز), née en 1985 ou 1986 au Liban, est une journaliste et géopolitologue libanaise et américaine, actuellement rédactrice en chef du blog Strategic Europe de la Fondation Carnegie pour la paix internationale.

## Biographie
Rym Momtaz naît au Liban pendant la guerre civile libanaise, et grandit à Beyrouth.
Diplômée en sciences politiques de l'université américaine de Beyrouth, de l'université de Georgetown et titulaire d'un master en journalisme de Sciences Po Paris, elle travaille pendant huit ans pour la chaîne américaine ABC News, où elle couvre les conflits au Levant, avant de rejoindre en 2019 Politico Europe, comme correspondante en France. Chercheure à l'IISS entre 2022 et 2024, elle se spécialise dans l'analyse géopolitique du Levant, de l'Europe et de la Méditerranée. Ses travaux portent sur les dynamiques stratégiques en Méditerranée orientale, mêlant enjeux sécuritaires et énergétiques.
En septembre 2024, elle devient rédactrice en chef du blog Strategic Europe du think tank américain Carnegie Europe,.

## Récompenses
Elle reçoit un Emmy Award en 2015 pour un documentaire d'investigation sur Herbalife.